# 相泽岩夫
相泽岩夫（日语：／ Aizawa Iwao，1906年8月29日—1945年10月2日）是一位日本军人，他曾是短跑运动员。他曾在1928年夏季奥林匹克运动会上参与男子100米跑项目。二战期间，相泽岩夫从军参战，在战后因疟疾死于菲律宾新比利彼得监狱。